# Thomas Taylor (Fußballspieler)
Thomas Sylvester „Tom“ Taylor (* 4. Dezember 1880 in Galt, ON; † 15. August 1945 in Winnipeg, MB) war ein kanadischer Fußballspieler und Olympiasieger.

## Karriere
Taylor gehörte dem Galt FC aus der gleichnamigen Stadt, dem heutigen Stadtteil von Cambridge in der Provinz Ontario an.
Mit dem Verein gewann er dreimal in Folge den Ontario Cup.
Er nahm mit dem Galt FC, stellvertretend für die Western Football Association und Kanada, am olympischen Fußballturnier, das vom 16. bis 23. November 1904 in St. Louis auf dem Francis Field ausgetragen wurde, teil. Da sich lediglich drei Mannschaften für das Turnier angemeldet hatten, maß sich der Galt FC mit zwei College-Mannschaften aus St. Louis. Das erste Spiel gegen das Christian Brothers' College wurde mit 7:0 gewonnen, in dem Taylor ein Tor beitrug, das zweite Spiel gegen die St. Rose School of St. Louis mit 4:0, in dem Taylor zwei Tore erzielte. Dadurch gewann Taylor mit seiner Mannschaft die Goldmedaille.

## Erfolge
- Olympiasieger 1904
- Ontario-Cup-Sieger 1901, 1902, 1903

## Sonstiges
Von 1917 bis 1936 war Taylor stellvertretender Manager der A.R. Williams Machine Company.